# Бентли, Глэдис
Глэдис Альберта Бентли (12 августа 1907 — 18 января 1960) — американская певица в жанре блюз, пианистка и артистка, получившая свою известность во время Гарлемского Ренессанса.
Её карьера взлетела, когда она появилась в Harry Hansberry’s Clam House в Нью-Йорке в 1920-х годах в роли темнокожей лесбиянки, одетой в мужскую одежду. В начале 1930-х она была главной звездой в Harlem’s Ubangi Club, где ее поддержал хор трансвеститов. Она одевалась в мужскую одежду (включая фирменный смокинг и цилиндр), играла на пианино и пела свои непристойные тексты на популярные мелодии того времени глубоким рычащим голосом, флиртовав с женщинами в аудитории.
После того, как с отменой сухого закона в Гарлеме пришло время спикизи, она переехала в южную Калифорнию, где была объявлена "величайшим пианистом Америки в стиле сепия" и «негром-бомбардировщиком изощренных песен». Ее часто преследовали за то, что она носила мужскую одежду. Она пыталась продолжить свою музыкальную карьеру, но не достигла такого успеха, как раньше. В начале своей карьеры Бентли была открытой лесбиянкой, но в эпоху Маккарти она начала носить платья и вышла замуж, утверждая, что «излечилась» с помощью женских гормонов.

## Биография

### Ранние годы
Бентли родилась 12 августа 1907 года в Филадельфии, штат Пенсильвания, в семье Джорджа Л. Бентли, американца, и его жены Мэри Моте, тринидадки. В статье Бентли журнала «Ebony» она писала о конфликтах дома, когда она росла, и отношениях между ней и матерью. Она была старшей из четырех детей в малообеспеченной семье, живущей в 1012 W. Euclid Ave в Северной Филадельфии, и всегда чувствовала себя нежеланной или отвергнутой, потому что ее мать отчаянно хотела, чтобы она родилась мальчиком: «Когда они сказали моей матери, что она родила девочку, она отказалась меня трогать. Она даже не выхаживала меня, и моей бабушке приходилось растить меня 6 месяцев на искусственном вскармливании, прежде чем они могли уговорить мою мать заботиться о своем собственном ребенке».
Она никогда не хотела, чтобы к ней прикасался мужчина, ненавидела своих братьев, носила одежду мальчиков и влюблялась в своих учительниц в начальной школе.

### Выбор одежды
В интервью журналу «Ebony» Бентли заявила: «Кажется, я родилась другой. По крайней мере, я всегда об этом думала». С ранних лет Бентли бросала вызов гендерному нормативному поведению и женственности. У нее был большой размер одежды, поэтому предпочитала носить костюмы брата вместо платьев или блузок. В результате несоответствия пола ее дразнили одноклассники и часто подвергали оскорблениям ее семью и друзей. Бентли вспоминала, как мечтала и была влюблена в учительниц начальной школы, но не понимала этих чувств до конца своей жизни. Поведение Бентли рассматривалось как ненормальное и «неладное», что привело к тому, что её семья отправила её к врачам, чтобы исправить неестественные желания Бентли. Более поздние психиатры приравнивали бы подобное поведение Бентли к «крайнему социально-недопустимому». Из-за неспособности чувствовать себя нормальной и неспособности семьи принять ее такой, какой она была, Бентли сбежала из дома в возрасте 16 лет, чтобы начать свою жизнь в Нью-Йорке.

## Карьера
В возрасте 16 лет она переехала из Филадельфии в Гарлем, район Нью-Йорка. Она узнала, что в «Clam House» Гарри Хэнсберри на 133-й улице, одном из самых печально известных гей-клубов города, нужен был пианист-мужчина. Именно тогда она начала выступать в мужской одежде («белые рубашки, воротники-стойки, маленькие галстуки-бабочки, оксфорды, короткие жакеты и волосы, зачесанные назад»), и здесь она усовершенствовала свои навыки и стала популярной и успешной.
Ее зарплата начиналась с 35 долларов в неделю плюс чаевые и доходила до 125 долларов в неделю, и вскоре клуб был переименован в Эксклюзивный клуб Барбары, в честь ее сценического имени в то время, Барбара «Бобби» Минтон. Затем она начала выступать в клубе Ubangi на Парк-авеню, у нее появился аккомпаниатор на пианино, и она была достаточно успешна, чтобы снимать квартиру на Парк-авеню «за 300 долларов в месяц с прислугой и хорошей машиной» (хотя некоторые говорили, что она жила в пентхаусе одной из своих любовниц-лесбиянок). Она совершила поездку по стране, в том числе в Кливленд, Питтсбург, Чикаго и Голливуд, где она встречалась с Сизар Ромеро, Хью Гербертом, Кэри Грант, Барбарой Стэнвик и другими знаменитостями.
У Бентли был большой талант пианиста, певца и артиста. Ее выступления были «комичными, милыми и рискованными» для эпохи и публики. В своей музыке она призывала мужчин и открыто пела о сексуальных отношениях, что в то время считалось рискованным поведением. Более того, она часто пела о «неженках» и «бульдаггерах» и, в инсинуациях или более буквально, о своих любовницах, и она флиртовала с женщинами в аудитории. В основном она играла блюз и пародии на популярные песни того времени: «насмехаясь над образами «высокого» асса с «низким» юмором, она применяла аспекты сексуально заряженного «черного» блюза к скромным романтическим «белым» балладам, создавая культурное столкновение между этими двумя музыкальными формами». Бентли была известна тем, что брала популярные песни и приукрашивала их.
Она пела громко, а ее вокальный стиль был глубоким и громким, иногда с использованием эффекта рычания и имитации рожка. В августе 1928 года она подписала контракт с компанией Okeh Records и записала восемь альбомов в течение следующего года. В 1930 году она записала альбом с Washboard Serenaders для Victor Talking Machine Company, а затем записала для лейблов Excelsior и Flame. Ее вокальный диапазон был широким, что можно услышать на ее записях. В основном она пела в глубоком низком диапазоне, но также доходила до высоких нот. Выступления Бентли понравились как чернокожим, так и белым, геям и натуралам, и многие знаменитости посетили ее шоу. Лэнгстон Хьюз записал свою реакцию на начало карьерного успеха Бентли:
Два или три удивительных года мисс Бентли сидела и всю ночь играла на пианино… почти без перерыва между нотами, переходя от одной песни к другой, с мощным и непрерывным ритмом джунглей. Мисс Бентли была удивительным проявлением музыкальной энергии - крупная, смуглая, мужественная женщина, чьи ноги стучали по полу, а пальцы стучали по клавишам - идеальный образец африканской скульптуры, оживленный ее собственным ритмом.
В связи с упадком в Гарлеме с отменой сухого закона она переехала в южную Калифорнию, где была объявлена «величайшим пианистом Америки в стиле сепия» и «коричневым бомбардировщиком сложных песен». Она пыталась продолжить свою музыкальную карьеру, играя в нескольких ночных клубах для геев, но не достигла такого успеха, как раньше. По мере того, как время шло, а федеральные законы продолжали меняться, наступил момент, когда Бентли должна была иметь специальные разрешения, позволяющие ей выступать в мужской одежде. Ее часто преследовали за то, что она носила мужскую одежду. Она утверждала, что вышла замуж за белую женщину в Атлантик-Сити. Бентли была открытой лесбиянкой в начале своей карьеры, но в эпоху Маккарти она начала носить платья и вышла замуж (в течение пяти месяцев после знакомства) за Чарльза Робертса, 28-летнего повара, на гражданской церемонии в Санта-Барбаре, Калифорния. в 1952 году. Позже Робертс отрицал, что они когда-либо были женаты.
15 мая 1958 года она появилась как участница шоу «You Bet Your Life», участвуя в дискуссии с ведущим Граучо Марксом, прежде чем аккомпанировать себе на фортепиано, когда она спела Them There Eyes.
Бентли также училась на священника, утверждая, что ее «вылечили» приемом женских гормонов. Пытаясь описать свое предполагаемое «лекарство» от гомосексуализма, она написала эссе «Я снова женщина» для журнала Ebony, в котором заявила, что перенесла операцию, которая «помогла снова изменить ее жизнь».

## Юридическая битва
В 1933 году Бентли оказалась в центре битвы в Верховном суде с Гарри Хэнсберри и Нэтом Пэйлином. Хэнсберри и Пэйлин подали в суд на Бентли, чтобы запретить ей организовать мюзикл на Бродвее. Хэнсберри настаивал на том, что клуб был построен на популярности успеха Бентли и что у него есть пятилетний контракт на выступления Бентли и ее непристойные песни.  Хэнсберри и Пэйлин настаивали на том, чтобы Бентли оставила их в покое на подъеме клуба, и что она хотела преследовать другие интересы, от которых она могла бы получить финансовую выгоду.
В 1933 году она попыталась перенести свое выступление на Бродвей, несмотря на юридические проблемы. Там она получила много жалоб на свои непристойные выступления, в результате чего полиция запирала двери мест, где она выступала. Не имея возможности проявить свой талант на Бродвее, она была вынуждена вернуться в Гарлем в 1934 году, где затем три года играла в Ubangi Club, прежде чем он закрылся в 1937 году.

## Личная жизнь и смерть
В 1931 году Бентли публично женилась на белой женщине во время гражданской церемонии в Нью-Джерси, личность которой остается неизвестной. Когда она переехала в Лос-Анджелес, она вышла замуж за Дж. Т. Гипсона, который умер в 1952 году, в том же году, когда она вышла замуж за Чарльза Робертса, повара из Лос-Анджелеса; они поженились в Санта-Барбаре, штат Калифорния, отправившись на медовый месяц в Мексику, и до развода они прожили вместе 5 месяцев.
Бентли неожиданно умерла от пневмонии в своем доме в Лос-Анджелесе 18 января 1960 года в возрасте 52 лет. Первоначально считалось, что это был азиатский грипп, но позже диагноз был изменен на «пневмонию». На момент смерти она была более вовлечена в церковь и только что была рукоположена в священники, несмотря на то, что так и не получила официальных документов.

## Наследие
Помимо своего музыкального таланта и успеха, Бентли является важной и вдохновляющей фигурой для ЛГБТ-сообщества и афроамериканцев, и она была заметной фигурой во время Гарлемского Возрождения. Она была революционером в своей мужественности: «В отличие от традиционного парня-самца, или трансвестита, в популярном театре, Глэдис Бентли не пыталась «выдать себя» за мужчину, и при этом она не пыталась игриво обмануть аудиторию, заставив поверить в то, что она была биологическим мужчиной. Вместо этого она проявляла «черную женскую мужественность», которая нарушала различия между черным и белым, мужским и женским».
Вымышленные персонажи, основанные на образе Бентли, появились в романах Карла Ван Вехтена «Вечеринки», романе Клемента Вудса «Глубокая река» и романе Блэра Найлза «Странный брат».
В 2019 году газета The New York Times начала серию под названием «Больше не забываем», в которой редакция стремится исправить давнюю предвзятость в репортажах, переиздав некрологи для исторических меньшинств и женщин. Некролог Бентли был одним из популярных некрологов в "Больше не забываем".